# Sofie Marhaug

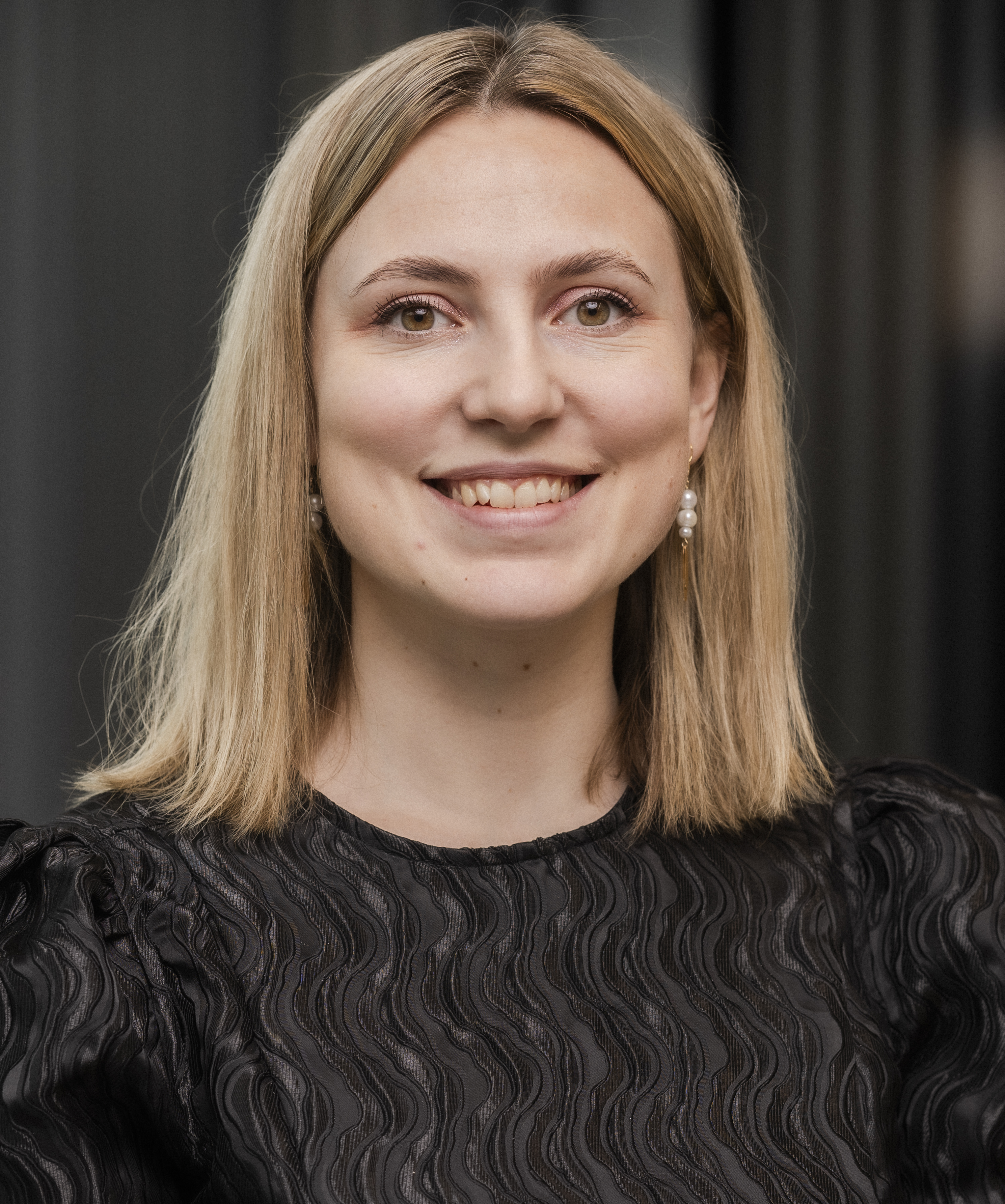
Sofie Marhaug, 2025

Sofie Marhaug (* 24. Mai 1990) ist eine norwegische Politikerin der linken Partei Rødt, deren stellvertretende Vorsitzende sie seit Mai 2024 ist. Seit 2021 ist sie Abgeordnete im Storting.

## Leben
Marhaug wurde im Jahr 2011 erstmals Mitglied im Stadtrat von Bergen, ab 2015 fungierte sie als Fraktionsvorsitzende der Rødt-Gruppierung. Ab 2017 arbeitete sie für die Universität Bergen. Sie studierte dort Literaturwissenschaft.
Marhaug zog bei der Parlamentswahl 2021 erstmals in das norwegische Nationalparlament Storting ein. Sie war als Spitzenkandidatin ihrer Partei im Wahlkreis Hordaland angetreten. Im Anschluss an die Wahl übernahm sie den Posten der zweiten stellvertretenden Vorsitzenden im Energie- und Umweltausschuss. Zudem wurde sie als Einpeitscherin Mitglied im Fraktionsvorstand der Rødt-Fraktion. Im Mai 2024 erfolgte Marhaugs Wahl zur zweiten stellvertretenden Rødt-Vorsitzenden.

## Positionen
Gemeinsam mit ihrem Parteikollegen Bjørnar Moxnes gab Marhaug im Januar 2022 bekannt, dass sie WikiLeaks und Chelsea Manning für den Friedensnobelpreis nominiert haben.